# NGC 1419
NGC 1419 (również PGC 13534) – galaktyka eliptyczna (E), znajdująca się w gwiazdozbiorze Erydanu. Odkrył ją John Herschel 22 października 1835 roku. Należy do gromady w Piecu.